# Suchodil's'k
Suchodil's'k (in ucraino Суходільськ?; in russo Суходольск?, Suchodol'sk) è un centro abitato dell'Ucraina, situato nell'oblast' di Luhans'k. Dall'aprile 2014 è de facto parte della Repubblica Popolare di Lugansk.